# Pascale Stöcklin
Pascale Stöcklin, född 5 februari 1997 i Basel, är en schweizisk stavhoppare som numera bor i Magglingen.

## Karriär
Stöcklin började med friidrott vid tio års ålder. I sin ungdomskarriär var hon sjukampare innan hon sadlade om till stav. Hennes personbästaserie var 4471 poäng.
2017 vann hon guld i 2017 Francophone Games, med höjden 4,10 meter. Sedan har hon höjt sig stadigt år för år. Personbästat 4,60 m noterade hon den 28 juni 2024 i Winterthur och gav henne en biljett till de olympiska sommarspelen 2024 i Paris, samt en andraplats i de schweiziska mästerskapen.
Utöver friidrotten studerar hon medicin (vetenskap) vid Basels universitet.